# 天主教巴黎总教区
天主教巴黎總教區（拉丁語：Archidioecesis Parisiensis）是天主教會在法國設立的23個總教區之一，位於法國首都巴黎。教區於3世紀創立，首位主教是聖德尼；1622年10月20日昇格為總教區。

## 教省附屬教區
巴黎教省包括整個法蘭西島大區，附屬教區有克雷泰伊教區（瓦勒德馬恩省）、埃夫里-科爾貝埃索納教區（埃松省）、莫城教區（塞納-馬恩省）、楠泰爾教區（上塞納省 ）、蓬圖瓦斯教區（瓦勒德瓦茲省）、聖但尼教區（塞納-聖但尼省）和凡爾賽教區（伊夫林省）。

## 現況
禮儀中心位於巴黎聖母院，總主教住所位於巴黎第六區的Barbet de Jouy路，教區辦公室位於該市其他地方。2011年有教友1,340,463人，佔轄區總人口60.0%、113個堂區、1,345名司鐸、111名終身執事、1,054名修士、1,762名修女。現任總主教為彌額爾·奧珀蒂，輔理主教為特尼斯·若望-瑪利亞·雅謝特、弟歐巴·弗爾尼和斐理伯·馬爾舍，榮休總主教為安德肋·赫門·萬-特魯瓦樞機。